# Joshua Díaz
Joshua Thomas Díaz Azofeifa (San José, 14 febbraio 1991) è un ex calciatore costaricano, di ruolo attaccante.

## Carriera

### Club
Ha esordito in prima squadra nel 2009. Nel 2011 viene acquistato dal San Carlos, con cui nella prima stagione mette a segno un gol in 10 presenze.

### Nazionale
Nel 2011 viene convocato nell'Under-20 per prendere parte al campionato mondiale di calcio Under-20; complessivamente con l'Under-20 ha segnato un gol in 7 presenze.